# Sturisoma robustum
Sturisoma robustum är en fiskart som först beskrevs av Regan, 1904.  Sturisoma robustum ingår i släktet Sturisoma och familjen Loricariidae. Inga underarter finns listade i Catalogue of Life.